# Tunturi Super Sport
Tunturi supersport är en finsk moped som tillverkades av Tunturi från 1977 till 1987. Den liknar Tunturi sport men har en stabilare ram. Mopeden har en luftkyld 49cc motor av modellen Puch med 1,5 hästkrafter.